# Diane Ruggiero
Diane Ruggiero-Wright (Old Bridge, 3 dicembre 1969) è una sceneggiatrice e produttrice televisiva statunitense.
È nota soprattutto per essere la creatrice delle serie televisive di successo Così è la vita, The Ex List e iZombie.